# 金波乡
金波乡，是中华人民共和国海南省白沙黎族自治县下辖的一个乡镇级行政单位。

## 行政区划
金波乡下辖以下地区：
金波村、牙加村和白打村。